# Bab el-Mandeb
Bab el-Mandeb (arabisk for tåreporten) er strædet som forbinder det Røde Hav med Adenbugten. Strædet er 27 km bredt og deles af den yemenitiske ø Perim i en østlig og vestlig passage.
Strædet er ca. 30 km bredt fra Ras Menheli på den arabiske kyst til Ras Siyan på den afrikanske. Den østlige passage kendt som Bab Iskender (Alexanders stræde), er 3 km bred og 30 m dyb på det dybeste sted, mens den veslige, Dact el-Mayun, er ca. 25 km bred og 310 m på det dybeste sted. Nær den afrikanske kyst ligger en gruppe af mindre øer kendt som "De syv brødre".
- Wikimedia Commons har flere filer relateret til Bab el-Mandeb

12°35′00″N 43°20′00″Ø / 12.583333333333°N 43.333333333333°Ø